# Осока изящная
Осо́ка изя́щная, или Осока стро́йная (лат. Cārex delicāta) — травянистое растение; вид рода Осока семейства Осоковые (Cyperaceae).

## Морфология
Имеет укороченное корневище, дающее ползучие побеги. Стебли высотой 50—125 см, скученные в дерновинку или кочку, прямые и крепкие, остро-трёхгранные, по углам зазубренные с несколько нагнутым соцветием. Листья жестковатые, плоские или по краям немного завёрнутые, почти одинаковой длины со стеблем. Соцветие редкое и длинное, состоящее из мужских и женских колосков.

## Распространение
Растёт по берегам болот, озёр и речек, по болотистым лугам и сограм, в заболоченных хвойных и берёзовых лесах. Встречается в Восточной Азии (на западе до Кашмира и гор Средней Азии), в Северной Америке (штат Колорадо в США) и возможно в Чили. На Алтае встречается в долинах реки Катуни в окрестностях Чемала, между Горно-Алтайском и Александровкой, на Семинском перевале у Артыбаша и в других местах.